# Glaphyra morii
Glaphyra morii là một loài bọ cánh cứng trong họ Cerambycidae.